# Skarabee (uitgeverij)
Skarabee was een uitgeverij van boeken met onder andere uitgaven van Marten Toonder, Wilkie Collins en Leonard de Vries (schrijver). In 1979 is het tezamen met het moederbedrijf A.J. Luitingh overgenomen door toenmalige uitgeverij Kluwer.

## Geschiedenis
Skarabee werd door uitgever P.J. Houbolt eind jaren 1960 in het Noord-Hollandse Laren opgericht als dochteronderneming van uitgeverij A.J. Luitingh. In 1970 kwam de toen jonge Gooise uitgeverij in het nieuws met publicatie van het destijds enigszins controversiële Flanagan, of het einde van een beest van Tim Krabbé. (Op dit boek werd acht jaar later de film Flanagan gebaseerd.)
Skarabee werd in de jaren zeventig bekend vanwege haar serie facsimile-uitgaven van oorspronkelijke jaargangen van diverse tijdschriften in samenwerking met schrijver Leonard de Vries. Voorbeelden van deze heruitgaven zijn Het Leven, De Lach en Panorama.
Houbolt ontving in 1974 in naam van zijn uitgeverij de toen voor het eerst uitgereikte Stripschapprijs. De uitgeverij kreeg deze erkenning vanwege haar heruitgave van Nederlandse striptekenaars. Waaronder Kapitein Rob. Dat jaar stuurde Skarabee een open brief aan de Nederlandse Boekhandel, waarin het de toen een jaar oude Uitgeverij Ridderhof betichtte van oneerlijke concurrentie: terwijl bekend zou zijn dat Skarabee nieuwe titels van tijdens de oorlog verspreide vlugschriften aan het voorbereiden was, zou Ridderhof zich hierop hebben laten inspireren en met de titels aan de haal gegaan zijn.
In 1979 werd de uitgeverij Luitingh, en dus ook Skarabee, overgenomen door het destijds genaamde uitgeverij Kluwer.